# Clio (Alabama)
Clio is een plaats (town) in de Amerikaanse staat Alabama, en valt bestuurlijk gezien onder Barbour County.

## Demografie
Bij de volkstelling in 2000 werd het aantal inwoners vastgesteld op 2206.
In 2006 is het aantal inwoners door het United States Census Bureau geschat op 2209, een stijging van 3 (0,1%).

## Geografie
Volgens het United States Census Bureau beslaat de plaats een oppervlakte van
26,0 km², geheel bestaande uit land. Clio ligt op ongeveer 141 m boven zeeniveau.

## Plaatsen in de nabije omgeving
De onderstaande figuur toont de plaatsen in een straal van 32 km rond Clio.

## Geboren
- George Wallace (1919-1998), gouverneur van Alabama (4 termijnen) en presidentskandidaat (4 keer)